# مارك روبنسون (لاعب كريكت بريطاني)
مارك روبنسون (19 أكتوبر 1984 - )  (بالإنجليزية: Mark Robinson)‏ هو لاعب كريكت بريطاني.

## وصلات خارجية
- مارك روبنسون على موقع إي آس بي آن كريك إنفو (الإنجليزية)